# Paracorymbia otini
Paracorymbia otini là một loài bọ cánh cứng trong họ Cerambycidae.